# علم وظائف أعضاء النبات
فيزيولوجيا النبات (بالإنجليزية: Plant physiology)‏ هو فرع من علم النبات یعنى بدراسة وظائف الأعضاء المختلفة للنبات وشرح طرق قيام تلك الأعضاء بوظائفها. ويتضمن كيفية قيام النباتات بإنتاج الغذاء واستغلاله، وكيفية مساعدة الخلايا المتنوعة للنباتات في نموها وتكاثرها وكيفية استجابة نبات ما إلى العالم الخارجي. وتأخذ النباتات مواداً من الأرض ومن الهواء وتحولها إلى غذاء. يستخدم هذا الغذاء في إنتاج الطاقة المستخدمة في نمو النباتات وكذلك في إنتاج المواد اللازمة لبناء جسم النبات النامي. وتسمى هذه العمليات بالأيض.
ولا يعتبر علم الوظائف علمًا مهمًا للخبير الذي يقوم بدراسة النباتات فحسب، بل لكل الأشخاص الآخرين في العالم أيضًا حيث إن النباتات تنتج، بصورة مباشرة أو غير مباشرة، كل الغذاء الذي يأكله الإنسان والحيوان. فإضافة إلى بعض أنواع البكتيريا، فإن النباتات هي الكائنات الوحيدة التي تقوم بتصنيع غذائها بنفسها. وتقوم النباتات بهذا عن طريق عملية التركيب الضوئي. ونتيجة لذلك تكوِّن النباتات قاعدة سلسلة الغذاء الخاصة بالطبيعة، وهو النظام الذي يتم فيه تحويل الطاقة من كائن إلى كائن آخر في صورة غذاء.
يرتبط هذا العلم بشكل وثيق بالأفرع الأخرى لعلم النبات مثل شكلياء النبات وتشريح النبات وعلم بيئة النبات. كما يرتبط بعلم الأحياء بفروعه وبكثير من العلوم البحتة والتطبيقية الأخرى مثل علوم الفيزياء والكيمياء والرياضيات بفروعها المختلفة.
يكتسي علم فسيولوجيا النبات أهمية كبيرة في مجال العلوم الزراعية مثل زراعة المحاصيل الحقلية والخضر الفاكهة والنباتات الطبية، الخ، إضافة إلى دراسة تأثير الإجهادات النباتية على سلوك وإنتاجية النبات.
من المواضيع التي تدخل ضمن نطاق هذا العلم:
- التمثيل الضوئي.
- النتح وعلاقة الماء بالنبات.
- الهرمونات.
- تغذية النبات.
- تنفس النبات.
- نمو النبات والانتحاء الضوئي والانتحاء الأرضي.
- استجابة النبات للعوامل الخارجية من حرارة ورطوبة وإجهادات، الخ.

## الأهداف
يتضمن مجال فيزيولوجيا النبات دراسة جميع العمليات الداخلية في النبات، ويرتبط حدوث تلك العمليات الكيميائية والفيزيائية في النبات ببقائه على قيد الحياة. ويتضمن ذلك دراسة متعددة المستويات من حيث المقياس والناحية الزمنية. أصغر المقاييس هي التفاعلات الجزيئية التي تحدث في عملية التمثيل الضوئي والانتشار الداخلي للماء والعناصر والمغذيات. أكبر تلك المقاييس هي العمليات التي تتحكم بالنمو والتغيرات الفصلية والسكون والتكاثر في النبات. تتضمن أهم فروع علم فيزيولوجيا النبات الكيمياء النباتية (أي دراسة الكيمياء الحيوية للنباتات) وعلم أمراض النبات (أي دراسة الأمراض التي تصيب النباتات). يمكن تقسيم مجال فيزيولوجيا النبات على اعتباره تخصصًا إلى العديد من مجالات البحث الرئيسية.

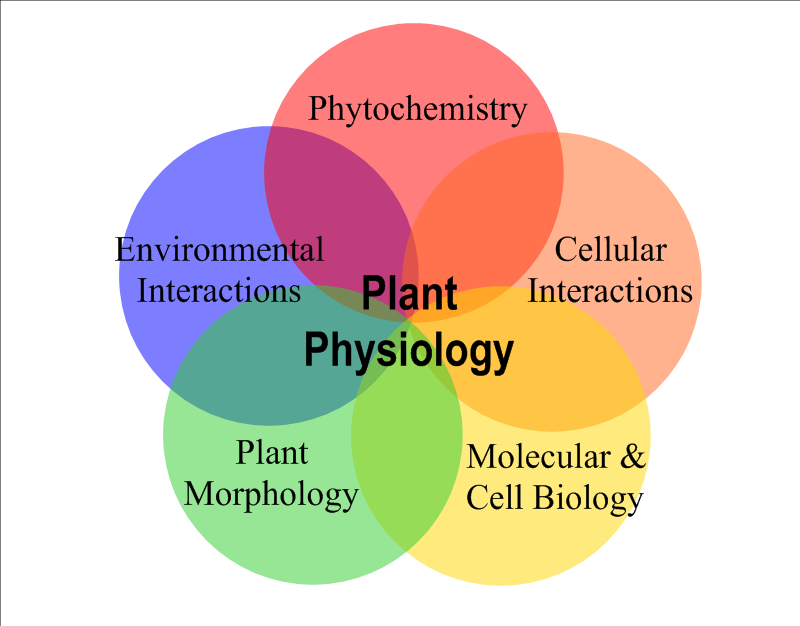
المجالات الخمسة الرئيسية ضمن فيزيولوجيا النبات

أولًا، تتضمن فيزيولوجيا النبات دراسة الكيمياء النباتية. تُنتِج النباتات مجموعة واسعة من المركبات الكيميائية التي لا توجد لدى الكائنات الحية الأخرى في سبيل استمرار عمل وظائفها الحيوية والبقاء على قيد الحياة. يتطلب حدوث عملية التمثيل الضوئي مجموعة واسعة من الأصبغة والأنزيمات والمركبات الأخرى. يتعين على النباتات الدفاع عن أنفسها ضد الحيوانات العاشبة والممرضات ومنافسة النباتات الأخرى باستخدام المركبات الكيميائية، نظرًا إلى أنها غير قادرة على الحركة. تقوم النباتات بذلك عن طريق إنتاج المركبات الكيميائية السامة أو سيئة الطعم أو ذات الرائحة الكريهة. تستخدم النباتات مركبات كيميائية أخرى في الدفاع عن نفسها ضد الأمراض، والبقاء على قيد الحياة أثناء الجفاف، وتحضير النباتات للدخول في طور السكون، في حين تستخدم مركبات أخرى لجذب الملقحات والحيوانات العاشبة التي تنشر البذور الناضجة.
ثانيًا، تتضمن فيزيولوجيا النبات دراسة العمليات الحيوية والكيميائية التي تحدث ضمن الخلية النباتية الواحدة. تمتلك الخلية النباتية العديد من الخصائص التي تميزها عن الخلية الحيوانية، ويؤدي ذلك إلى وجود فروق كبيرة بين النباتات والحيوانات من ناحية السلوك والاستجابة. على سبيل المثال، تمتلك الخلية النباتية جدارًا خلويًا يحدد شكل الخلية النباتية وبذلك يحد من مرونتها وقدرة النباتات على الحركة. تحوي الخلايا النباتية أيضًا مركب الكلوروفيل، وهو مركب كيميائي يتفاعل مع الضوء بطريقة تسمح للنبات بتصنيع مغذياته الخاصة بدلًا من استهلاك كائنات حية أخرى مثلما تفعل الحيوانات.
ثالثًا، تتعامل فيزيولوجيا النبات مع التفاعلات التي تحدث بين الخلايا والأنسجة والأعضاء ضمن النبات. تتخصص الخلايا والأنسجة المختلفة فيزيائيًا وكيميائيًا في أداء وظائف مختلفة. تعمل الجذور وأشباه الجذور على تثبيت النبات في الأرض والحصول على المعادن من التربة. تلتقط الأوراق الضوء من أجل تصنيع المغذيات. لكي يبقى العضوان على قيد الحياة، يجب أن تنتقل المعادن التي تحصل عليها الجذور إلى الأوراق، وأن تنتقل المغذيات التي تصنعها الأوراق إلى الجذور. طورت النباتات العديد من الطرق لتحقيق هذا الانتقال، مثل الأنسجة الوعائية، وتدرس فيزيولوجيا النبات آلية عمل طرق النقل المختلفة.
رابعًا، تدرس فيزيولوجيا النبات الطرق التي يتحكم فيها النبات أو ينظم من خلالها الوظائف الداخلية. تنتج النباتات مثلما في الحيوانات مركبات كيميائية تُدعى بالهرمونات، والتي تُنتَج في جزء معين من النبات بهدف إعطاء إشارات تستجيب لها خلايا في جزء آخر من النبات. تُزهر العديد من النباتات الزهرية في مواعيد محددة تحت تأثير مركبات حساسة للضوء تستجيب لطول الليل، في ظاهرة تُدعى بالفترة الضوئية. يتحكم النبات بنضج الثمار وبسقوط الأوراق في الشتاء جزئيًا عن طريق إنتاج غاز الإيثيلين.
أخيرًا، تتضمن فيزيولوجيا النبات دراسة استجابة النبات للظروف البيئية وتغيراتها، ويعرف ذلك المجال باسم الفيزيولوجيا البيئية. يمكن أن يؤدي الجهد الناجم عن فقدان الماء، أو التغيرات في تركيب الهواء الكيميائي، أو التزاحم مع النباتات الأخرى إلى تغيرات في طريقة عمل وظائف النبات. يمكن أن تتأثر تلك التغيرات بعوامل وراثية وكيميائية وفيزيائية.